# Ulisse Carlo Bascherini
Ulisse Carlo Bascherini (Corvaia, 2 aprile 1844 – Seravezza, 16 maggio 1933) è stato un vescovo cattolico italiano.

## Biografia
Nato a Corvaia, frazione di Seravezza, il 2 aprile 1844, venne ordinato sacerdote per l'arcidiocesi di Lucca. Dopo aver studiato a Pisa e a Roma, ed essere stato cappellano ed economo spirituale a Barga, venne nominato canonico della cattedrale di Pisa, e successivamente arciprete e vicario generale dell'arcidiocesi pisana. L'8 luglio 1907 fu eletto vescovo di Grosseto e consacrato il 17 agosto dello stesso anno dal cardinale Pietro Maffi nel duomo di Pisa.
Nel 1910 fece iniziare i lavori di costruzione della sede estiva del seminario vescovile nei pressi di Roccatederighi, lavori che si conclusero nell'anno 1912. Durante il conflitto mondiale divenne amministratore apostolico delle parrocchie toscane dell'abbazia delle Tre Fontane. Tentò invano di impedire la requisizione dell'edificio vescovile di via Mazzini, fatto costruire dal vescovo Bernardino Caldaioli, da parte dello Stato Italiano. L'8 marzo 1920, raggiunti i settantacinque anni di età, si dimise dalla carica vescovile, lasciando l'incarico a monsignor Gustavo Matteoni, ma ricevette il titolo di vescovo titolare di Amatunte di Cipro.
Morì il 16 maggio 1933 nella natia Seravezza e fu sepolto nella cappella del cimitero di Vallecchia, frazione di Pietrasanta.

## Genealogia episcopale
La genealogia episcopale è:
- Cardinale Scipione Rebiba
- Cardinale Giulio Antonio Santori
- Cardinale Girolamo Bernerio, O.P.
- Arcivescovo Galeazzo Sanvitale
- Cardinale Ludovico Ludovisi
- Cardinale Luigi Caetani
- Cardinale Ulderico Carpegna
- Cardinale Paluzzo Paluzzi Altieri degli Albertoni
- Papa Benedetto XIII
- Papa Benedetto XIV
- Papa Clemente XIII
- Cardinale Marcantonio Colonna
- Cardinale Giacinto Sigismondo Gerdil, B.
- Cardinale Giulio Maria della Somaglia
- Cardinale Carlo Odescalchi, S.I.
- Cardinale Costantino Patrizi Naro
- Cardinale Lucido Maria Parocchi
- Cardinale Pietro Maffi
- Vescovo Ulisse Carlo Bascherini